# 城月菜央
城月 菜央（きづき なお、2003年12月25日 - ）は、日本のアイドル。埼玉県出身。TWIN PLANET所属。
女性アイドルグループ「高嶺のなでしこ」のメンバー（2022年 - ）。「#PEXACOA（ペキサコア）」およびその前身である「ヒロインとロマンスのまにまに」（いずれも2021年）の元メンバー。

## 略歴
2020年に開催された新規アイドルオーディション「project REALIZE」に合格し、2021年2月23日に「ヒロインとロマンスのまにまに」のメンバーとしてデビュー。
2つのアイドルグループ（「ヒロインとロマンスのまにまに」および「サクサクJUMBLE」）が合体し、新メンバーを加えて誕生した「#PEXACOA（ペキサコア）」のメンバーとして、2021年5月30日から活動。担当カラーは銀色。
2021年9月末にライバー事務所 Nuts and Chip との配信マネージメント契約を終了。当該事務所退所を理由に、2021年11月30日に#PEXACOAの活動を終了。
2022年5月2日から開催された、Idolの枠を超えたアーティストを発掘するオーディション「JDOL AUDITION supported by TIF」に合格し『高嶺のなでしこ』のメンバー（2022 - ）として2022年8月7日「TOKYO IDOL FESTIVAL2022 supported by にしたんクリニック（TIF）」SMILE GARDENステージ（16:00-16:15）にて初お披露目された。

## 人物
- 愛称は「なおちゃん」「選手」。「選手」は「城月菜央選手」を省略したものである。
- ファンの名称は「城月菜央の監督」。
- 担当カラーは黄色[6]。
- 趣味はちいかわのモモンガグッズを集めること、ホラー系の映画や漫画、本などの鑑賞、ヘアアレンジをはじめとした美容関連[7]。ホラー系は現実ではあり得ないからこそ入りこめる世界であり、魅力に感じる。特に伊藤潤二の作品が好み[8]。
- 特技は色々な怪獣のモノマネ、5分以内で着付けが出来ること[9]。怪獣のモノマネについては、ベムスターをはじめとするウルトラマンに登場する怪獣のモノマネが得意[10]。
- 好きな食べ物は杏仁豆腐、嫌いな食べ物はキャベツ・ネギ[11]。
- 好きな言葉は、音楽家ベートーヴェンの言葉とされる「努力した者が成功するとは限らない。しかし、成功する者はみな努力している」。

## 出演

### テレビ
- ねる、取材⾏ってきます（2022年7月26日・2023年6月28日・8月27日、フジテレビ）[12]
- Tune（2022年9月、フジテレビ） - マンスリーアーティスト（高嶺のなでしこ） [13]
- よるのブランチ（2023年6月14日、TBS）[14]
- ZIP!（2023年8月24日、日本テレビ）[15]
- 今夜もHAKO-OSHI 秋のアイドル大運動会（2023年9月11日・18日、日本テレビ）[16]
- オールナイトフジコ（2023年10月20日、フジテレビ）[17]
- 2023 FNS歌謡祭 第2夜（2023年12月13日、フジテレビ）[18]
- 関内デビル（2024年2月5日 - 9日、テレビ神奈川）[19]

### ラジオ
- 高嶺のなでしこのオールナイトニッポンX（2022年8月18日、ニッポン放送）[20]
- Hit Hit Hit !!!「高嶺のなでしこの夜遅くにごめん!」（2023年5月5日 - 12月29日、NACK5） - 不定期出演[21]
- 高嶺のなでしこのアイドル授業中!（2024年4月6日 - 、ミュージックバード） - 不定期出演
- 高嶺のなでしこのらじおっちゅーの!（2024年10月5日 - 、FM大阪） - 不定期出演

### 雑誌
- Top Yell NEO 2022 AUTUMN（2022年10月7日、竹書房）
- ENTAME（エンタメ） 2023年3月・4月合併号（2023年1月30日、徳間書店）
- 日経エンタテインメント！ 2024年2月号（2024年1月4日、日経BP）

### 新聞
- 夕刊フジ「旬アイドル」（2024年1月18日（17日発行）、産業経済新聞社） - 城月菜央個人へのインタビュー記事